# Eduard Meyer (Jurist)
Eduard Meyer (* 9. April 1869 in München; † nach 1933) war ein deutscher Verwaltungsjurist und Bezirksoberamtmann.

## Leben
Eduard Meyer studierte in den Jahren von 1888 bis 1892 Rechtswissenschaften an der Ludwig-Maximilians-Universität München (Mitglied in der AGV München), der Humboldt-Universität zu Berlin und der Universität Leipzig. Nach der ersten juristischen Staatsprüfung folgte der dreijährige Vorbereitungsdienst (Referendariat), der ihn zum Amts- und Landgericht Augsburg, zum Bezirksamt Memmingen und zum Stadtmagistrat Memmingen führte. 1895 legte er das Große juristische Staatsexamen (Note II 10/20) ab und kam 1898 als geprüfter Rechtspraktikant zum Stadtmagistrat Augsburg und später zum Bezirksamt Augsburg. Zum 16. Mai 1889 wurde er Regierungsakzessist bei der Regierung von Schwaben. Meyer kehrte in die Kommunalverwaltung zurück und wurde am 1. Juli 1900 Assessor beim Bezirksamt Berneck. Zum 1. Juli 1912 wurde er als Bezirksamtmann mit der Leitung der Verwaltung des Bezirksamtes Hilpoltstein betraut. Zum 1. April 1920 zum Bezirksoberamtmann übergeleitet und zum 1. Juni 1923 zum Regierungsrat befördert, blieb er dort bis zu seinem Weggang als Bezirksamtsvorstand in Bayreuth am 1. November 1924. Dort war er – im Mai 1929 zum Oberregierungsrat befördert – bis zu seiner Verabschiedung in den Ruhestand zum 1. Juni 1934 Leiter des Bezirksamtes.